# Fissidentalium horikoshii
Fissidentalium horikoshii är en blötdjursart som beskrevs av Takashi A. Okutani 1982. Fissidentalium horikoshii ingår i släktet Fissidentalium och familjen Dentaliidae. Inga underarter finns listade i Catalogue of Life.